# Champagne-au-Mont-d'Or
Champagne-au-Mont-d'Or là một xã thuộc tỉnh Rhône trong vùng Rhône-Alpes phía đông nước Pháp. Xã này nằm ở khu vực có độ cao trung bình 210 mét trên mực nước biển.